# Mindstar
Mindstar (titre original : Mindstar Rising) est le premier roman de Peter F. Hamilton, publié en 1993 au Royaume-Uni puis traduit et publié en France en 2010. Ce roman inaugure la trilogie Greg Mandel qui porte le nom du héros dont les aventures sont narrées.

## Résumé
L'action se déroule dans l'Angleterre du XXIe siècle, profondément modifiée par le réchauffement climatique, et qui tente de se relever d'une décennie la dictature d'extrême gauche. La Seconde Restauration voit une société post-socialiste "ultra-libérale" où les compagnies privées issues des fortunes du marché noir et des combinats internationaux s'affrontent pour l'acquisition de nouvelles technologies.

## Principaux personnages
- Le président Armstrong a été leader du PSP (Parti Socialiste Populaire), pendant ses dix années de dictature, avant d'être tué lors d'un attentat. Le PSP n'a pas survécu à la mort de son leader.
- Greg Mandel, est un ancien officier de le Mindstar, brigade de la force armée britannique, constitués d'agents aux pouvoirs psychiques augmentés par des implants neuronaux. Greg Mandel est ainsi capable de détecter les mensonges des personnes qu'il interroge. Après la dissolution de la Mindstar par le PSP, Greg Mandel, a mené une lutte clandestine contre le PSP jusqu'à sa chute et depuis, retiré au côté d'une communauté de pêcheurs, il exerce le métier de détective privé.
- Philip Evans, milliardaire britannique, propriétaire de la compagnie Event Horizon, qui s'est enrichi avec le marché noir de composants électroniques pendant l'embargo organisé par le PSP. Sous la direction d'Evans, Event Horizon, est devenue une société de premier rang sur le plan technologique. Philip Evans a embauché Greg Mandel pour enquêter sur un sabotage dans une usine orbitale de Event Horizon, la station Zanthus.
- Julia Evans, petite fille et héritière de Philip Evans, Julia est équipée d'implants qui lui permettent d'être en permanence connectée au réseau informatique d'Event Horizon.
- Katerina Cauwthorp, l'unique amie de Julia est une véritable bombe sexuelle.
- Eleanor Broady, jeune femme ayant fui un kibboutz, pour le milieu des dauphins et des pêcheurs d'éponges, dans une vallée submergée du Pays de Galles au climat tropical.
- Morgan Walshaw responsable de la sécurité d'Events Horizon.
- Kendric Di Girolamo financier associé à Philip Evans pour les opérations de marché noir à l'époque du PSP.